# Іш-Йоль-Ік'наль
Іш-Йоль-Ік'наль (д/н — 7 листопада 604) — ахав Баакульського царства у 583—604 роках. Ім'я перекладається як «Пані з Серця Місцини Вітрів».

## Життєпис
Походила з династії Токтан-Лакамхи. Була донькою (за іншою версією сестрою) ахава Кан-Балама I. Дата народження невідома. Після смерті Кан-Балама I посіла трон. Церемонія інтронізації відбулася в день 9.7.10.3.8, 9 Ламат 1 Муваан (23 грудня 583 року).
У день 9.8.0.0.0, 5 Ахав 3 Чєн (24 серпня 593 року) вона відсвяткувала закінчення к'атуна і «пожертвувала шати» богам Паленської Тріади. Незабаром стикнулася з амбіціями Канульського царства щодо встановлення своєї гегемонії. У 599 році війська Баакуля зазнали поразки і в день 9.8.5.13.8, 6 Ламат 1 Сіп (23 квітня 599 року) столицю держави — Лакам Ха — було захоплено і пограбовано.
Завдяки активним діям цариці Баакуль зумів швидко відновити свою потугу та знову виступити проти союзників і васалів Кануля — царств Па'чан, Шукальнаах й Вабе'. В день 9.8.9.15.11, 7 Чувен 4 Соц' (16 травня 603 року) баакульські війська зазнали поразки від армії Шукальнааха. В день 9.8.10.4.19, 12 Кавак 12 Сак (11 жовтня 603 року) зазнав поразки васал Іш-Йоль-Ік'наль — б'аак вайваль К'єб'-Те', володар області Нікте', від царство Йокіб. В результаті цих поразок цариця залишила свою столицю, перебравшись до міста Та'ус («Місце москітів»).
У день 9.8.10.5.8, 8 Ламат 1 Кех (20 жовтня 603 року) Іш-Йоль-Ік'наль керувала зведенням на посаду чергового володаря невеличкого царства К'ан-Ток. Померла в Та'усі в день 9.8.11.6.12, 2 Еб 0 Мак (7 листопада 604 року). На думку низки дослідників її поховано в гробниці Храму ХХ.